# Nado sincronizado no Campeonato Europeu de Esportes Aquáticos de 2016 - Rotina técnica dueto misto
A prova da rotina técnica dueto misto do nado sincronizado no Campeonato Europeu de Esportes Aquáticos de 2016 ocorreu no dia 13 de maio em Londres, no Reino Unido. 

## Calendário
| Fase  | Data       | Hora  |
| ----- | ---------- | ----- |
| Final | 13 de maio | 08:30 |

Todos os horários estão no horário local (UTC+0)

## Medalhistas
| Ouro                                           | Prata                                      | Bronze                               |
| Rússia · Aleksandr Maltsev · Mikhaela Kalancha | Itália · Manila Flamini · Giorgio Minisini | Espanha · Pau Ribes · Berta Ferreras |

## Resultados
Esses foram os resultados da competição.
| Pos.              | Nadadores                           | Nacionalidade |         |
| Pos.              | Nadadores                           | Nacionalidade | Pontos  |
| ----------------- | ----------------------------------- | ------------- | ------- |
| Medalha de ouro   | Aleksandr Maltsev Mikhaela Kalancha | Rússia        | 89.0902 |
| Medalha de prata  | Manila Flamini Giorgio Minisini     | Itália        | 86.1772 |
| Medalha de bronze | Pau Ribes Berta Ferreras            | Espanha       | 82.0645 |
| 4                 | Kateryna Reznik Anton Timofeyev     | Ucrânia       | 80.4905 |